# Clotilde Niragira
Clotilde Niragira, née en 1968 à Bugenyuzi dans la province de Karuzi et morte le 19 février 2021 à Nairobi, est une femme politique burundaise.
Elle appartient au groupe ethnique des Hutus.
Elle est ministre de la Justice et Garde des Sceaux du Burundi sous la présidence de Pierre Nkurunziza.

## Biographie

### Carrière
En 2005, elle devient ministre de la solidarité Nationale, des Droits de la Personne Humaine et du Genre,. La même année, elle est nommée ministre de la Justice et garde des Sceaux jusqu’en 2007. Elle sera ensuite nommée ministre de la Fonction publique, du Travail et de la Sécurité sociale lors d’un remaniement ministériel en novembre 2007.
Afin de mettre en place une réconciliation nationale entre les Tutsis et les Hutus et en respect avec les accords d'Arusha en 2000, le 10 janvier 2006, Clotilde Niragira a décidé la libération de 673 premiers « prisonniers politiques ». La libération au Burundi de « prisonniers politiques », essentiellement des Hutus accusés de massacres de Tutsis lors de la guerre civile qui a débuté en 1993 avec l'assassinat du président Hutu Melchior Ndadaye, premier président élu démocratiquement, suscite une vive polémique,.
En décembre 2020, elle devient directrice régionale du centre de formation sur les violences sexuelles basées sur le genre.

### Mort
Elle meurt le 19 février 2021 à Nairobi.